# Sédileau
Sédileau est un mathématicien et astronome français, membre de l'Académie royale des sciences, mort à la fin d'avril 1693.

## Biographie
On trouve dans les Mémoires de mathématique et de physique tirés des Registres de l'Académie Royale des Sciences de 1693 l'avis suivant :
M. Sédileau « étoit un homme d'un esprit solide & d'une grande application. Il avoit toujours eu beaucoup de passion pour la connoissance des Mathématiques, & dès sa plus tendre jeunesse il avoit fait de si grands progrès dans cette science, que le Père Pardies qui lui en avoit enseigné les élémens, se reposoit sur lui d'une partie du soin de l'édition de ses ouvrages. Les grandes espérances que l'on avoit conçues de lui, le firent appeler dans l'Académie Roiale des Sciences en l'année 1682 ; & les conférences qu'il eut avec les personnes qui composent cette assemblée, contribuèrent beaucoup à le perfectionner dans les Méthématiques. Monsieur de Louvois informé de sa capacité l'emploia dans plusieurs grandes entreprises ; & M. Sédileau s'acquita toujours avec beaucoup de bon sens & de capacité des emplois qui lui furent confiez. Il s'étoit aussi beaucoup appliqué à l'astronomie, & il avoit commencé plusieurs ouvrages considérables sur cette science. Mais la mort l'aiant emporté dans la fleur de son âge sur la fin du mois d'avril dernier, interrompit le cours de ses desseins. Parmi les ouvrages qu'il a laissé imparfaits ; il se trouve des remarques prequ'achevées sur le Traité de Frontin des Aquéducs, dans lesquelles on voit des remarques de la pénétration de son esprit ».
Il est nommé membre astronome de l'Académie royale des sciences le 12 novembre 1681. Il vient à l'Observatoire de Paris pour aider Jean-Dominique Cassini dans ses observations faites en correspondance avec celle de Philippe de La Hire pour la détermination des longitudes. Il a été un observateur, soit pour l'astronomie, soit pour l'histoire naturelle. Il a donné une grande quantité de relevés météorologiques permettant de constater que la quantité de l'eau de pluie est suffisante pour produire celle que les rivières donnent à la mer.
Sous la direction de Cassini, il a réalisé au premier étage de la tour ouest de l'observatoire de Paris, avec Jean Mathieu de Chazelles, une grande carte géographique en forme de planisphère dessinée à l'encre ayant un diamètre de 24 pieds (7,80 m) de diamètre, le Parterre géographique, sur lequel il reportait les informations qu'il recevait. Quand le roi est venu visiter l'observatoire de Paris, le 21 mai 1682, on lui a montré un grand planisphère que Cassini avait fait dessiner sur le pavé de la tour occidentale. 
En 1683, Cassini a proposé à l'Académie de prolonger à travers tout le royaume la mesure de la Méridienne de Paris à travers tout le royaume commencée par Jean Picard. Cassini, avec l'aide de Sédileau, Chazelles, Des Hayes, Perin et Varin, il a mesuré la portion entre Paris et Bourges.
Il a eu une grande part aux travaux de Philippe de La Hire. Il a suivi les travaux du canal devant amener l'eau de l'Eure au château de Versailles.
À l'occasion des grands réservoirs du château de Versailles, Louvois a demandé à l'Académie royale des sciences « d'examiner ce que les pluies qui tombent dans les plaines alentour pour fournir l'eau pour entretenir ces réservoirs, et il chargea spécialement Sédileau de s'y appliquer ». Entre juin 1688 et le 31 décembre 1690, Sédileau a fait ces mesures avec l'aide d'Ennemond Cusset.

## Mémoires de l'Académie royale des sciences
- Table pour trouver la hauteur de l'Étoile polaire sur l'horizon de Paris, tome 1, p. 248
- Observations sur les punaises, & moyen de les détruire, dans Mémoires de l'Académie royale des sciences depuis 1666, tome 1, p. 54
- Observations sur les pierres nommées casques, tome 1, p. 275
- Observation sur une poire qui, par sa tête, en produisoit une autre, tome 2, p. 32
- Explications sur la neige, sur la gelée, & sur l'effet de la gelée sur le vin & le vinaigre, tome 2, p. 35
- Observation sur une vessie de porc, remplie d'eau, tome 2, p. 37
- Description d'un insecte nommé punaise, qui s'attachent à quelques plantes étrangères, & principalement aux orangers, tome 10, p. 7
- Observation de l'éclipse du Soleil du 12 juillet 1684 faite à l'Observatoire, dans Mémoires de l'Académie royale des sciences depuis 1666 jusqu'à 1699, La Compagnie des libraires, Paris, 1730, tome X, p. 667-672 (lire en ligne)
- Avec Philippe de La Hire, Description d'un insecte qui s'attache à quelques plantes étrangères, & principalement aux orangers, dans Mémoires de l'Académie royale des sciences depuis 1666 jusqu'à 1699, La Compagnie des libraires, Paris, 1730, tome X, p. 10-14 (lire en ligne)
- Observations de la quantité d'eau de pluye tombée à Paris durant près de trois années, 1688, 1689, 1690, &  de la quantité de l'évaporation, dans Mémoires de mathématique, et physique tirés des registres de l'Académie royale des sciences, 1692, p. 34-42 (lire en ligne)
- Observations sur l'origine d'une espèce de papillon d'une grandeur extraordinaire, & de quelques autres insectes, dans Mémoires de mathématique, et physique tirés des registres de l'Académie royale des sciences, 1692, p. 193-201 (lire en ligne)
- Observations de la conjonction de Vénus avec le Soleil, arrivé le second jour de septembre de l'année précédente. 2 septembre 1692, dans Mémoires de mathématique, et physique tirés des registres de l'Académie royale des sciences, 1693, p. 249-253 (lire en ligne)
- Observations de l'opposition de la planète Jupiter au Soleil, arrivée  au mois de décembre 1692, dans Mémoires de mathématique, et physique tirés des registres de l'Académie royale des sciences, 1693, p. 38-44 (lire en ligne)
- Observation du même passage de la Lune par les Pléïades, 12 septembre 1693, fait à l'Observatoire Roial, , dans Mémoires de mathématique, et physique tirés des registres de l'Académie royale des sciences, 1693, p. 59-61 (lire en ligne)
- De l'origine des rivières, & de la quantité de l'eau qui entre dans la mer & qui en sort, dans Mémoires de mathématique, et physique tirés des registres de l'Académie royale des sciences, 1693, p. 117-134 (lire en ligne)
- SEDILEAU, dans Table générale des matières contenues dans l'"Histoire" et dans les "Mémoires de l'Académie royale des sciences", La Compagnie des libraires, Paris, 1734, tome 1, (1666-1698), p. 3300-331 (lire en ligne)